# Kali Yuga
 (février 2009).
Si vous disposez d'ouvrages ou d'articles de référence ou si vous connaissez des sites web de qualité traitant du thème abordé ici, merci de compléter l'article en donnant les références utiles à sa vérifiabilité et en les liant à la section « Notes et références ».

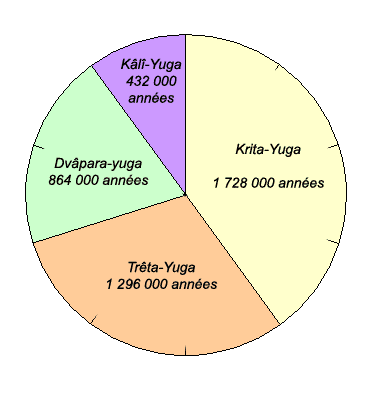
Le cycle des yuga.

Le Kali Yuga ou kaliyuga (en écriture devanāgarī : कलियुग, « âge de Kali » ou « âge de fer »), est le quatrième et actuel âge de la cosmogonie hindoue, les trois autres étant le Krita Yuga, le Trétâ Yuga (en) et le Dvâpara Yuga. Ces quatre âges correspondent à un Mahayuga, ils ont notamment été annoncés et décrits par le rishi Markandeya lorsqu'il répond à des questions de Yudhisthira en long exil en forêt avec ses frères, les trois autres Pandava et Draupadi leur épouse.
Selon le traité d'astronomie Surya Siddhanta, qui forme la base des calendriers hindou et bouddhiste, le Kali-Yuga commence à minuit le 18 février -3102 selon le calendrier julien proleptique ou le 23 janvier -3102 selon le calendrier grégorien proleptique, jour de la mort de Krishna, tué par un chasseur, selon le Mahābhārata. Cette date est le point de départ du calendrier hindou.
Le Kali Yuga s'achèvera 432 000 ans plus tard, quand Kalki, une nouvelle descente (avatâr) de Vishnou ramènera l'Ordre (dharma) et le bonheur sur Terre pour recommencer un nouveau cycle des yuga.
Les hindous croient que la civilisation humaine dégénère spirituellement au cours du Kali Yuga, qui est dénommé « l'âge noir », car durant cette période les gens sont aussi éloignés que possible des dieux. L'hindouisme souvent représente symboliquement la morale (dharma) comme un taureau. En Satya Yuga (Kriti yuga), la première étape du développement, le taureau a quatre pattes, mais la morale dans chaque âge est réduite d'un quart. À l'âge de Kali, la morale est réduite à seulement un quart de celle de l'âge d'or, de sorte que le buffle du Dharma n'a qu'une patte.
Le Kali Yuga tire son nom du démon Kali (कलि), qui ne doit pas être confondu avec la déesse Kâlî (काली). En effet, alors que le Krita Yuga est censé être l'âge d'or, le Kali Yuga est celui où les êtres souffrent le plus, et où ils sont les plus nombreux à souffrir, et ce faisant, où il est plus facile d'atteindre la Délivrance (Moksha) des réincarnations.

## Dans le sikhisme
Les sikhs croient aussi à ce quatrième âge qui s'inscrit dans un kalpa. Cette période que vit l'humanité actuellement a perdu ses valeurs. Les gurus du sikhisme ont rappelé au cours de leurs vies qu'ils étaient des messagers de Dieu pour cette époque. Page 145 du Guru Granth Sahib, le livre saint du sikhisme, il est écrit :
ਕਲਿ  ਕਾਤੀ  ਰਾਜੇ  ਕਾਸਾਈ  ਧਰਮੁ  ਪੰਖ  ਕਰਿ  ਉਡਰਿਆ  ॥
ਕੂੜੁ  ਅਮਾਵਸ  ਸਚੁ  ਚੰਦ੍ਰਮਾ  ਦੀਸੈ  ਨਾਹੀ  ਕਹ  ਚੜਿਆ  ॥ 
soit :
« L'âge sombre du Kali Yuga est le couteau, et les rois sont des bouchers ; la justice s'est envolée.
Dans cette nuit obscure du mensonge, la lune de la vérité n'est pas visible partout. »

## Dans la culture populaire
Le groupe de musique Rome titre une chanson de son album the lone furrow Kali Yuga Uber alles.
Le groupe de metal symphonique Therion a composé trois chansons, sur deux albums différents, respectivement intitulées Kali Yuga Part I, Part II (pistes enchaînées sur l'album : Sirius B) et Part III (album : Sitra Ahra).
Le groupe de black metal Advent Sorrow titre son dernier album Kali Yuga Crown.